# 로베르토 알바라도
로베르토 카를로스 알바라도 에르난데스(스페인어: Roberto Carlos Alvarado Hernández, 1998년 9월 7일 ~ )는 멕시코의 축구 선수로 현재 리가 MX의 아메리카에서 활동하고 있다.